# Рихардис фон Спонхайм
Рихардис фон Спонхайм (на немски: Richgard von Sponheim, Richardis; † 1151) е графиня от Графство Спонхайм и чрез женитба графиня на Щаде и първата маркграфиня на Северната марка.

## Биография
Тя е дъщеря на бургграф Херман фон Магденбург († 1118). Внучка е на граф Зигфрид I фон Спанхайм († 1065 в България) и племенница на граф Енгелберт I.
През 1124 г. Рихардис и нейният съпруг Рудолф I фон Щаде, заедно с нейния роднина граф Мегинхард фон Спонхайм, подаряват имоти за новия манастир Спонхайм. След смъртта на нейния съпруг в края на тази година тя живее в имотите около Магдебург и Йерихов, където гледа малолетния си син Хартвиг.

## Фамилия
Рихардис се омъжва за Рудолф I фон Щаде († 1124), граф на Щаде и първият маркграф на Северната марка. Той е близък роднина на император Хайнрих IV. Те имат децата:
- Удо IV († 1130), маркграф на Северната марка (1128 – 1130)
- Рудолф II († 1144), маркграф на Северната марка (1133)
- Хартвиг († 1168), архиепископ на Бремен (1148 – 1168)
- Луитгард († 1152), 1. ∞ Фридрих II от Зомершенбург († 1162), пфалцграф на Саксония (развод 1144 г. заради близко роднинство); 2. ∞ за Ерик III крал на Дания († 1146), и 3. ∞ за граф Херман II от Винценбург († 1152)
- Рихардис, близка на Хилдегард от Бинген (1098 – 1179)